# Ода молодості
Ода молодості (юності) (пол. Oda do młodości) — ода Адама Міцкевича, написана 26 грудня 1820 року, вважалася  захопленою похвалою молоді.  
Це перший твір в історії польської літератури, присвячений молоді, котра тут не трактується як феномен біологічної чи соціологічної сфери, а радше показується як "творча могутність божественної сили, складова універсального  порядку" . Це демонструють постійні порівняння Бога та молоді як сили закликання істот до існування. 
Багато сучасників Міцкевича бачили в тексті явні переспіви  поеми Фрідріха Шиллера « Ан Фрейд» та інших гімнів його авторства. Існують також численні посилання "на колективний героїзм у боротьбі з опонентом, освіченим (...), що уособлюється: з егоїзмом, забобонами та потойбічним світом (...)"  . Ода була, мабуть, найважливішим натхненником Марини Андрія Сладковича, однієї з найбільших любовних поем в історії словацького національного епосу .
Автор обрав оду, жанр, близький до класичного стилю; таким чином він наблизив форму твору до епохи просвітництва. Стиль поеми високий, пафосний, а мова піднесена.

## Зміст поеми
Головна сюжетна вісь пісні полягає в тому, щоб показати контраст між двома поколіннями - «молодим» та «старим». Останні називаються скелетами без серця і духу, їх також зображують як амфібійські раковини, занурені в себе. Отже, це люди, які не мають можливостей для романтичної піднесеності, вони замикаються на поради та погляди інших. Вони є представниками світу, який повинен померти і - що більше - від них нічого не залишиться, адже майбутнє належить молодому поколінню. Саме молодь дає крила і створює новий світ, нові реалії. 
Особливості просвітництва
- посилання на міфологію ( Геракл, Гебе )
- гасло єдності, солідарності, братерства
- утилітаризм
- віра у можливість покращення світу
- форма пісні (жанр, стиль)

Романтичні риси
- згадки про досягнення, де зір не досягає і не порушується, яка причина не порушиться, тобто посилання на сферу емоцій, спонукання їх слідувати за ними
- концепція духовного світу
- протиставлення двох світів - старого покоління та молодого світу
- закликаючи до революційних змін
- тема молоді як влади
- заклики до дії, героїзму та ентузіазму
- використання нових поетичних образів [3]

## Зовнішні посилання
- Рукопис Оди до молоді в колекції Національної цифрової бібліотеки Polona.pl
- Текст твору у перекладі Д. Павличка